# Djelloul Ould Kadi
Djelloul Ould Kadi, né le 10 août 1920 à Er-Rahel et mort le 2 juillet 2000 à Paris, est un homme politique français.

## Mandats
- Député d'Oran (1951-1955)[1].